# ألبيران دويماز
ألبيران دويماز (بالتركية: Alperen Duymaz)‏ (من مواليد 3 نوفمبر 1992)  هو ممثل وعارض تركي. كان مهتمًا بالموسيقى وعروض الأزياء خلال سنوات دراسته للثانوية. تخرج في وقت لاحق من جامعة حجة تبة في أنقرة كلية المسرح. قام ألبيران بأول ظهور تلفزيوني له في مسلسل الحلوات الصغيرات الكاذبات. واصل مسيرته الفنية بأدوار لاحقة في العشق المر وحكاية بودروم.    في عام 2018، قام بأول ظهور سينمائي له وصوّر شخصية كوتاي في فيلم مقاومة كاراتاي.  وفي نفس العام، كان له دور متكرر في مسلسل الحفرة باسم إيمره. 

## مسيرته الفنية
| مسلسلات تلفزيونية            | مسلسلات تلفزيونية         | مسلسلات تلفزيونية | مسلسلات تلفزيونية |
| العام                        | العنوان                   | الدور             | ملاحظات           |
| ---------------------------- | ------------------------- | ----------------- | ----------------- |
| 2015                         | العشق المر                | علي كوكلوكايا     | بطولة             |
| 2015-2016                    | الحلوات الصغيرات الكاذبات | جسور              | ثانوي             |
| 2016-2017                    | حكاية بودروم              | أتيش ارجوفان      | بطولة             |
| 2018                         | الحفرة                    | إيمره             | بطولة             |
| 2018-2019                    | اصطدام                    | كرم كوركماز       | بطولة             |
| 2020-2020                    | زمهرير                    | آياز              | بطولة             |
| 2021-                        | الصيف الأخير              | أكجون             | بطولة             |
| 2024-                        | ليلى                      | چيڤان             | بطولة             |
| السينما والأفلام التلفزيونية |                           |                   |                   |
| العام                        | العنوان                   | الدور             | ملاحظات           |
| 2018                         | مقاومة كاراتاي            | كوتاي             | بطولة             |

## روابط خارجية
- ألبيران دويماز على موقع IMDb (الإنجليزية)
- ألبيران دويماز على موقع قاعدة بيانات الفيلم (الإنجليزية)
- ألبيران دويماز على موقع كينوبويسك (الروسية)